# Agualva e Mira-Sintra
Agualva e Mira-Sintra (llamada oficialmente União das Freguesias de Agualva e Mira-Sintra) es una freguesia portuguesa del municipio de Sintra, distrito de Lisboa. Según el censo de 2021, tiene una población de 41 323 habitantes.

## Historia
Fue creada el 28 de enero de 2013 en aplicación de una resolución de la Asamblea de la República de Portugal promulgada el 16 de enero de 2013 con la unión de las freguesias de Agualva y Mira-Sintra, pasando su sede a estar situada en la antigua freguesia de Agualva.

## Demografía
| Gráfica de evolución demográfica de Agualva e Mira-Sintra entre 2011 y 2021 |
|                                                                             |
| Datos según el nomenclátor publicado por el INE portugués.                  |